# Thiennes British Cemetery
Thiennes British Cemetery is een Britse militaire begraafplaats met gesneuvelden uit de Eerste Wereldoorlog, gelegen in de Franse gemeente Tienen in het Noorderdepartement. De begraafplaats werd ontworpen door William Cowlishaw en ligt bijna een kilometer ten oosten van het dorpscentrum, langs de rand van het Niepebos. Ze heeft een nagenoeg vierkant grondplan met een oppervlakte van 472 m² en wordt omgeven door een natuurstenen muur. Vanaf de straat leidt een graspad van 100 m naar de toegang. De begraafplaats wordt onderhouden door de Commonwealth War Graves Commission. Er liggen 114 doden begraven.

## Geschiedenis
Tienen lag tijdens de oorlog in geallieerd gebied, maar bij het Duitse lenteoffensief van april 1918 kwam het front dichter bij het dorp te liggen. De begraafplaats werd gestart door de 5th Division in mei van dat jaar en werd daarna tot augustus gebruikt door de 59th en 61st Division. Er worden 114 Britse gesneuvelden herdacht.

## Onderscheiden militairen
- John Leonard Veith, majoor bij het  Devonshire Regiment en P.B.S.G. Monypenny, luitenant bij de Queen's Own (Royal West Kent Regiment) werden onderscheiden met het Military Cross (MC).
- James Lewis, compagnie sergeant-majoor bij het Gloucestershire Regiment werd onderscheiden met de Distinguished Conduct Medal (DCM).
- sergeant E.F. Nash, pionier Frederick Thomas Hoad en soldaat J.E.A. Saunders ontvingen de Military Medal (MM).